# Viktorija Onoprijenko
Viktorija Onoprijenko (in ucraino Вікторія Онопрієнко?; in russo Виктория Оноприенко?; Kiev, 18 ottobre 2003) è una ginnasta ucraina.

## Carriera

### Junior
Nel 2016 vince il Nazionale Ucraino per la classe 2003, laureandosi Campionessa Nazionale. Partecipa all'Aphrodite Cup di Atene, arrivando prima nella gara a team (con Olena Djačenko), nell'all-around, al cerchio, seconda alla fune e terza alla palla.
Nel 2017 partecipa al LA Lights di Los Angeles. Prende parte anche alla Miss Valentine di Tartu, arrivando ottava nell'all-around, prima al cerchio e al nastro. Partecipa al Grand Prix di Eilat, arrivando prima nella gara a team (con Chrystyna Pohranyčna e Viktorija Denysenko).
Nel 2018 partecipa al LA Lights di Los Angeles. Alla qualificazione per i III Giochi Olimpici Giovanili Estivi arriva terza dietro a Anastasija Sergeeva e Chrystyna Pohranyčna. Prende parte anche al Baltic Hoop di Riga, arrivando prima nella gara a team (con Chrystyna Pohranyčna), al cerchio e alle clavette. Partecipa anche al Grand Prix di Kiev, sua città natale, arrivando settima nell'all-around e alle clavette. Gareggia anche alla Junior World Cup di Sofia, arrivando seconda nella gara a team (con Chrystyna Pohranyčna). Partecipa agli Europei di Guadalajara, vincendo un argento nella gara a team (con la squadra senior e Chrystyna Pohranyčna). Al Premondiale di Chieti vince l'oro all-around davanti a Eva Gherardi e Margarita Kolosov.

### Senior
Nel 2019 partecipa al LA Lights di Los Angeles arrivando quarta dietro a Alina Harnas'ko, Vlada Nikol'čenko e Olena Djačenko. Alla World Cup di Pesaro arriva nona nell'all-around, quarta alle clavette e settima a palla e nastro. Alla World Cup di Sofia arriva quattordicesima nell'all-around. Alla World Cup di Baku arriva quattordicesima nell'all-around, quarta alle clavette e sesta alla palla. Partecipa agli Europei di Baku, dove arriva quinta nella gara a team (con la squadra junior e Vlada Nikol'čenko).

## Palmarès

### Campionati europei juniores
| Anno | Città       | Risultato | Specialità |
| ---- | ----------- | --------- | ---------- |
| 2018 | Guadalajara | Argento   | Team       |